# قضية حمراوي
قضية حمراوي (بالفرنسية: Affaire Hamraoui)‏ تشير إلى الاعتداء الذي تعرضت له لاعبة كرة القدم الفرنسية خيرة حمراوي في نوفمبر 2021، والتكهنات المتعلقة بذلك، ورد فعل فريقها باريس سان جيرمان للسيدات، والتحقيق الجنائي الجاري.
في 4 نوفمبر 2021، كانت زميلة حمراوي في الفريق أميناتا ديالو تقودها إلى منزلها. أوقف رجلان ملثمان السيارة وسحبا حمراوي منها وضرباها على ساقيها. قبض على مهاجمين مشتبه بهما خلال سير التحقيق، واعتقلت ديالو أيضًا في بداية التحقيق ثدقبل أن يفرح عنها، ثم تعتقل مرة أخرى. سر
اشتبهت الشرطة أن أميناتا ديالو، التي أصبحت بديلة لحمراوي عندما عادا للانضمام إلى النادي، هي التي رتبت الهجوم. نفت ديالو، ذات الأصول من الغرب إفريقية، أن تكون جزءًا من الهجوم وزعمت أن اشتباه الشرطة فيها له دوافع عنصرية. بعد ذلك، بدا أن صراعا عرقيا قد نشأ عندما انحازت بعض لاعبات فريق باريس سان جيرمان من أصول أفريقية وكاريبية (كاديدياتو دياني وماري-أنطوانيت كاتوتو وساندي بالتيمور) ضد حمراوي، واستبعدوها في غرفة الملابس وشجعوا جماهير الفريق على إرسال الدعم إلى ديالو والكراهية إلى حمراوي. قام موظفو النادي بتهميش حمراوي بشكل متزايد خلال ما تبقى من وقتها معهم، ولم يحاولوا تهدئة كراهية المشجعين. شعرت حمراوي أن النادي نفسه يفضل ديالو وأراد أن تكون حمراوي غير سعيدة حتى تغادر. غادرت اللاعبتان النادي في نهاية عقديهما: ديالو في عام 2022 وحمراوي في عام 2023.

## الخلفية
خيرة حمراوي وأميناتا ديالو لاعبتا وسط كرة قدم فرنسيتان؛ حمراوي من أصل جزائري (شمال أفريقي)، وديالو من أصل سنغالي (غرب أفريقي). انضمت حمراوي إلى نادي باريس سان جيرمان للسيدات للمرة الثانية في تموز/يوليو 2021، من نادي برشلونة للسيدات، لتشغل مكانًا في التشكيلة الأساسية. انضمت ديالو إلى باريس سان جيرمان في صيف عام 2016، عندما غادرت حمراوي بعد فترتها الأولى مع النادي؛ حصلت ديالو على وقت لعب أقل بعد عودة حمراوي. خلال فترة وجودها في برشلونة، كانت حمراوي على علاقة غرامية مع إريك أبيدال، وهو لاعب فرنسي سابق شغل منصب المدير الرياضي لنادي برشلونة في ذلك الوقت. كانت ديالو أيضًا في إسبانيا ضمن الفترة التي قضتها حمراوي في برشلونة، حيث أمضت 18 شهرًا على سبيل الإعارة في فريق أتلتيكو مدريد للسيدات؛ كانت الاثنتان صديقتين وذهبتا في إجازة معًا في هذه الفترة.

## الهجوم
أقيمت وجبة طعام لفريق باريس سان جيرمان النسائي في 4 نوفمبر 2021. قبل ذلك بعدة أسابيع، تلقى أعضاء الفريق مكالمات هاتفية من متصل مجهول يطلب منهم الابتعاد عن حمراوي.
كانت ديالو قد أوصلت حمراوي وسكينة قرشاوي إلى الوجبة بعد أن أوصى النادي بمشاركة السيارات، حيث غادرت الفتيات الثلاث المطعم معًا حوالي الساعة 22:30. كانت ديالو تتراجع بتردد بعد أن أوصلت قرشاوي إلى منزلها في ضاحية شاتو عندما خرج رجلان ملثمان من خلف شاحنة صغيرة قريبة وضربا غطاء محرك السيارة، وطلبا من ديالو وحمراوي فتح الأبواب. أمسك أحدهما ديالو في مقعد السائق بينما ضرب الآخر حمراوي بقضيب حديدي لإجبارها على الخروج من السيارة، وسحبها إلى الشارع وضربها، وخاصة ساقيها، بالقضيب. حاولت صد هذه الضربات بيديها. ذكرت حمراوي أنها سمعت أثناء الهجوم الرجلين يتحدثان عن رجل متزوج. أخبرت ديالو الشرطة لاحقًا أنها سمعت أحدهما يقول «بهذه الطريقة إذن، تلمسين الرجال المتزوجين؟»، بالإضافة إلى إهانات جنسية، وسط صراخ حمراوي. غادر المهاجمان بعد أقل من دقيقة، وعادت حمراوي إلى السيارة. اتصلت هي وديالو بقرشاوي لإخبارها بما حدث. عادت قرشاوي إلى السيارة وقادتهم ديالو إلى قسم الطوارئ.
حجز باريس سان جيرمان لثلاث من لاعباته وصديق لحمراوي في فندق هوليداي إن بالقرب من ملعب تدريب الفريق. وخلال الليل، تكهن الأربعة بمن قد يكون هاجم حمراوي، حيث قال «أشخاص مطلعون على المحادثات» إن حمراوي كانت تعتقد بشدة أنه شخص من باريس سان جيرمان منذ البداية، بما في ذلك تسمية سيزار مافاكالا، وهو وكيل رياضي للعديد من لاعبات باريس سان جيرمان. كان مافاكالا قريبًا، من بين آخرين، من كاديدياتو دياني. في صباح اليوم التالي، اتصل أبيدال بحمراوي؛ وضعت المكالمة على مكبر الصوت بينما كان الآخرون في الغرفة. سألت حمراوي أبيدال عما إذا كانت زوجته قد ترغب في إيذائها ثم أخبرته بالاعتداء: ورد أن أبيدال «بدا مذهولًا» عند سماع الخبر. تلقت حمراوي المزيد من العلاج الطبي في اليوم التالي للهجوم بينما عادت ديالو وقرشاوي إلى التدريب. وبعد ذلك استجوبت الشرطة اللاعبات اللواتي تلقين المكالمات الهاتفية المجهولة.

## رد باريس سان جيرمان

### رد النادي
في الطريق إلى المستشفى، اتصلت اللاعبات الثلاث بنادي باريس سان جيرمان، الذي أرسل المدرب المساعد بيرنار ميندي ونائب رئيس الأمن إلى المستشفى. بعد علاج حمراوي في البداية، رتب النادي للاعبيه المتضررين، وصديق حمراوي الذي ذهب أيضًا إلى المستشفى، للإقامة في فندق بالقرب من ملعب تدريب الفريق من أجل سلامتهم. على مدار الأيام القليلة التالية، قدم نادي باريس سان جيرمان تفاصيل أمنية لمراقبة منازل حمراوي وديالو وقرشاوي.
لم يذكر النادي في البداية أن هجومًا قد وقع؛ لم تكن حمراوي لائقة بما يكفي للعب في مباراة يوم 9 نوفمبر 2021، حيث قال باريس سان جيرمان إنها لم تكن في قائمة الفريق «لأسباب شخصية». لعدة أسابيع، حدد باريس سان جيرمان ديالو وحمراوي للتدرب بشكل فردي وعدم التواجد في الملعب في نفس الوقت، مع عودة كليهما إلى تدريب الفريق في ديسمبر 2021 بعد أن طلب اتحاد اللاعبين الفرنسيين إعادة دمجهما.
عندما غادرت حمراوي باريس سان جيرمان في عام 2023، وصفت العامين السابقين بأنهما الأسوأ في مسيرتها، قائلة إن النادي تخلى عنها وفعل كل شيء لمحاولة إجبارها على الرحيل.

### ردود أفعال اللاعبين والمشجعين
تمكنت حمراوي من العودة إلى التدريب بعد وقت قصير من الاعتداء. وعندما عادت، واجهتها دياني على دراجة تمارين، غاضبة من إشارة حمراوي لمافاكالا كمشتبه به، وسرعان ما توترت العلاقات بين لاعبات الفريق. يعتقد أن انتشار خبر الاعتداء أثر سلبًا على الفريق، الذي خسر مباراة مهمة بهامش كبير بعد الحادث. كانت زميلات حمراوي في الفريق على علم بالاعتداء منذ اليوم التالي لوقوعه، لكنهن بدأن يطلبن إبعاد حمراوي بمجرد أن أصبح الأمر علنيًا، حيث أخبرت بعضهن النادي أنهن لن يشعرن بالراحة في اللعب معها. ومع ذلك، ورد أن «أفضل لاعبات» الفريق أردن فقط نسيان الأمر والمضي قدمًا.
ومع ذلك، في فبراير 2022، استمر لاعبات مرتبطات بنادي باريس سان جيرمان في إظهار تفضيلهن لديالو. بعد تسجيل هدف لفرنسا، أشارت دياني وماري-أنطوانيت كاتوتو بحرف A (في إشارة إلى اسم أميناتا) تعبيرا عن دعم ديالو أثناء الاحتفال بالهدف.

## التحقيقات
في وقت مبكر من صباح يوم 10 نوفمبر 2021، جاء ضباط الشرطة إلى منزل ديالو، واقتادوها للاستجواب وتفتيش منزلها. تم نقلها إلى مركز الشرطة في فرساي؛ أثناء مرافقتها إلى غرفة المقابلة، سألها ضابط بلا مبالاة عما إذا كانت قد سمعت عن تونيا هاردينغ – متزلجة فنية أمريكية كانت متورطة في هجوم على منافستها، نانسي كيريغان، مشابه جدًا للهجوم الذي تعرضت له حمراوي. رفضت ديالو العرض بحضور محامٍ، ولم تدرك في البداية أنها كانت تخضع للاستجواب كمشتبه بها. في اليوم التالي، حضرت حمراوي إلى مركز الشرطة كجزء من عملية الشهود، وأخبرت ديالو أنها «سمعت من زملائها الآخرين أن ديالو كانت وراء الهجوم».
كما استجوبت الشرطة الفرنسية رجلاً مشتبهاً به، كان مسجوناً في ليون وكان يُعرف آنذاك باسم «جا جا»، بسبب علاقاته بلاعبات كرة القدم. كما تابعت الشرطة تحقيقاً يتعلق بعلاقة حمراوي بأبيدال.
بعد فحص سجل البحث على الإنترنت لديالو، والذي تضمن الاستعلام عن «كيفية كسر الركبة» ووصفات السم، سمح قاض فرنسي للشرطة بالتنصت على هاتف ديالو.

### سيزار مافاكالا
بعد أن أصبح مافاكالا موضوع اهتمام، تم التحقيق في قضايا أخرى. في مارس 2023، اتهمت الشرطة الفرنسية مافاكالا بالابتزاز المنظم بناءً على تورطه في تجنيد فريق باريس سان جيرمان للسيدات. بعد إصدار شرائط ديالو في الصحافة، لاحظ العديد من الصحفيين أن دائرة مافاكالا، بما في ذلك أشخاص مختلفون في باريس سان جيرمان، بدت وكأنها تؤمن بالعنصرية والانفصالية السوداء والمركزية الأفريقية، مما تسبب في مشاكل مع أشخاص آخرين.

## العواقب
كانت ديالو لا تزال قيد الاحتجاز لدى الشرطة عندما نُشرت لأول مرة في الصحافة نظرية مفادها أنها خططت للاعتداء لتأخذ مكان حمراوي في فريقي باريس سان جيرمان وفرنسا؛ وكانت غموض القضية، وتشابهها مع قضية هاردينغ وكيريغان، والارتباط بنادٍ ثري لكرة القدم سبباً في دخول القصة إلى دورة الأخبار العالمية بعد ذلك بفترة وجيزة. وانتقد محامو ديالو الاختلاف في المعاملة التي تلقتها من الشرطة مقارنة بأبيدال.
وفي وقت لاحق من نوفمبر 2021، طلبت زوجة أبيدال الطلاق بعد اكتشاف خيانته لها بسبب القضية: وكشف جزء من التحقيق أن رقم هاتف حمراوي كان مسجلاً لدى أبيدال.
انتهى عقد ديالو مع باريس سان جيرمان في نهاية موسم 2021–22 في يوليو 2022، ولم يتم تجديده؛ قالت إنها فوجئت وكانت تعتقد حتى الأيام القليلة الماضية أن باريس سان جيرمان سيحتفظ بها. بعد اتهامها بالاعتداء في سبتمبر 2022، تم وضعها تحت الإشراف القضائي ومنعها من دخول باريس أو الاتصال بفريقها السابق. تضمنت شروط إشرافها في البداية عدم مغادرة البلاد، ولكن في يناير 2023، أعلن نادي ليفانتي يو دي فيمينينو الإسباني بشكل مثير للجدل أنه تعاقد مع ديالو حتى نهاية موسم 2022–23. كان ليفانتي في المركز الثاني في الدوري الإسباني خلف برشلونة في ذلك الوقت، وكان مديرهم الفني هو خوسيه لويس سانشيز فيرا، الذي عملت ديالو معه في أتلتيكو مدريد. نجح محاموها في تقديم التماس إلى القاضي للسماح لها بمغادرة فرنسا. تضمن عقدها مع ليفانتي بندًا ينص على أنها لا تستطيع لعب أي مباراة ضد باريس سان جيرمان أو أي مباراة قد تكون حمراوي حاضرة فيها. رفض ليفانتي خيار التمديد لديالو، ورحلت للانضمام إلى النصر في الدوري السعودي الممتاز للسيدات في عام 2023.
انتهى عقد حمراوي مع باريس سان جيرمان في نهاية موسم 2022–23 واختارت الانضمام إلى نادي أمريكا من الدوري المكسيكي للسيدات، والذي يعتبر أحد أكبر التعاقدات في الدوري، وهي مشهورة هناك بسبب نجاحها مع برشلونة.
كتب الصحفي المستقل رومان مولينا، المعروف بكتابة العديد من التقارير عن التحرش الجنسي في كرة القدم النسائية، بعد وقت قصير من الإعلان عن الاعتداء أن «الكثير من الناس [سيرغبون] في الانتقام من [حمراوي] لأسباب تتعلق بالحياة الخاصة لدرجة أننا لم نعد نعرف حقًا أين نبحث». أحالت المحكمة القضائية في باريس مولينا إلى المحكمة الجنائية بسبب أقواله، مع تقديم شكاوى أولية بالتحرش ومحاولة التأثير على التحقيق والتشهير العلني بحمراوي في فبراير 2022. وأدلى بشهادته في عام 2023، قبل أن تؤكد المحكمة أنه سيخضع للمحاكمة في عام 2024.